# 穷游网
穷游网是成立于2004年的有关自助旅行的中文网站，侧重出境旅行，提供机票、酒店预订、签订、租车等服务。

## 历史
2004年2月，穷游网由一位在德国汉堡市留学的中国留学生肖异创办，肖异也是网站初期唯一的员工。最开始网站的名称是“穷游欧洲”，域名为go2eu.com。主要内容涉及在欧洲的自助游，主要用户来自欧洲华人及留学生。
2006年2月，网站由“穷游欧洲”改名为“穷游”，加入了其他各大洲的自助游内容，使其旅游信息量覆盖到了全球。
2008年，穷游网回到北京，成立了北京穷游天下科技发展有限公司，开始公司化运作。
2010年5月，穷游推出免费中文旅行指南《穷游锦囊》。
2014年5月，穷游推出基于全部PC端内容的整合型移动应用APP。5月，穷游与全球最大退税公司环球蓝联达成合作，推出环球蓝蓝穷游联名卡。6月，穷游与Airbnb达成战略合作。11月，穷游与Uber达成海外战略合作。
2016年，穷游网与米其林指南开始战略合作。

## 资金来源
2012年6月穷游完成挚信资本投资的数百万美元A轮融资。2013年6月，穷游完成阿里巴巴领投，挚信资本跟投的千万美元B轮融资。

## 评价
2013年12月，穷游被“新浪科技”评为“2013年最佳创业公司”。
2014年2月，穷游创始人肖异被《第一财经周刊》评为“2014年度中国商业创新50人”。